# واشنطن كروز (لاعب كرة قدم)
واشنطن كروز (بالبرتغالية: Ramirez Cruz‏) (22 نوفمبر 1987 في البرازيل - ) هو لاعب كرة قدم برازيلي في مركزي الهجوم والوسط. لعب مع نادي فيتوريا وأمريكا دي ناتال ‏ ونادي سانتا كروز ونادي ناوتيكو.

## وصلات خارجية
- واشنطن كروز على موقع قاعدة بيانات كرة القدم.إي يو (الإنجليزية)
- واشنطن كروز على موقع Soccerway.com (الإنجليزية)